# Meranoplus pubescens
Meranoplus pubescens é uma espécie de formiga do gênero Meranoplus, pertencente à subfamília Myrmicinae.